# Ekstremizm
Ekstremizm (łac. extremus – krańcowy) – hołdowanie skrajnym poglądom, stosowanie krańcowych, ostatecznych środków dla osiągnięcia celu politycznego, religijnego, ekonomicznego lub ideologicznego. W krańcowej formie niewykluczające użycia ekstremalnych form nacisku – przemocy, terroru, terroryzmu, puczu. Prawicowy ekstremizm polityczny znalazł swój wyraz m.in. w ruchach faszystowskich, zaś lewicowy – m.in. w niektórych nurtach anarchizmu, maoizmie, trockizmie.
Ekstremizm jest propagowaniem i realizowaniem skrajnych poglądów poprzez wprowadzanie ich w życie za pomocą niekiedy radykalnych środków takich jak terror, przemoc, zamachy, pucz lub przewrót.
Ekstremizmy (skrajności) są obecne w wielu ważnych obszarach aktywności ludzkiej: polityce, religii (często powiązanej z polityką), ekonomii. Są stałym elementem życia społeczno-politycznego, pozostając zwykle na jego marginesie. Nie ma jednak we współczesnym świecie dużych ruchów społecznych, które by nie posiadały odłamu ekstremistycznego, począwszy od anarchizmu aż po terroryzm.
Ekstremizmy potrafią zdobywać popularność działając w sposób szczególny na psychikę i podświadomość ludzi, łatwo wyzwalając postawy wrogości wobec odmiennych poglądów czy idei, prowadząc do stosowania przemocy a nawet fizycznej likwidacji przeciwników, tym samym zbliżając się do granic terroryzmu.
Jak dowodzą badania m.in. E. Fromma i T.W. Adorno ekstremizm od strony psychologicznej jest często wyrazem poczucia niepewności i zagrożenia jednostek, grup, narodów a także przejawem frustracji i braku wizji własnej przyszłości, głęboko zakorzenionej w
podświadomości jednostek.